# Werner Thissen
Werner Thissen (Kleve, 3 dicembre 1938 – Amburgo, 15 aprile 2025) è stato un arcivescovo cattolico tedesco.

## Biografia
Werner Thissen nacque a Kleve il 3 dicembre 1938.

### Formazione e ministero sacerdotale
Dopo essersi diplomato al liceo del Collegium Augustinianum Gaesdonck di Goch, iniziò a studiare economia all'Università di Colonia. In seguito entrò in seminario e studiò filosofia e teologia cattolica all'Università di Münster. Durante gli studi divenne membro attivo dell'associazione studentesca cattolica Germania Münster. Nel 1974 conseguì il dottorato in teologia con specializzazione in esegesi neo-testamentaria alla Facoltà teologica cattolica di Münster dell'Università di Münster con una tesi sul Vangelo secondo Marco.
Il 29 giugno 1966 fu ordinato presbitero per la diocesi di Münster. In seguito fu vicario parrocchiale della parrocchia di San Giuseppe a Dorsten dal 1966 al 1969; direttore spirituale del Collegium Johanneum, un internato per giovani a Ostbeveren, dal 1969 al 1971 e vice-rettore del seminario diocesano di Münster dal 1971 al 1977. Dal 1977 fu responsabile del dipartimento di pastorale del vicariato generale della diocesi e lo stesso anno fu nominato membro del consiglio spirituale. Nel 1984 fu nominato canonico del duomo di Münster. Nel 1986 il vescovo Reinhard Lettmann lo nominò suo vicario generale per la parte della Renania Settentrionale-Vestfalia, cioè con l'esclusione della Bassa Sassonia, ufficio nel quale nel 1999 fu confermato dal nuovo vescovo Norbert Kleyboldt. Durante questo periodo, fece parte della cerchia degli oratori del programma ARD Das Wort zum Sonntag per quasi dieci anni.

### Ministero episcopale
Il 16 aprile 1999 papa Giovanni Paolo II lo nominò vescovo ausiliare di Münster e titolare di Scampa. Ricevette l'ordinazione episcopale il 24 maggio successivo per imposizione delle mani del vescovo di Münster Reinhard Lettmann, coconsacranti i vescovi ausiliari Alfons Demming e Heinrich Janssen. Prestò servizio come responsabile delle regioni pastorali di Borken e di Steinfurt.
Nel 2000 fu nominato commendatore con placca dell'Ordine equestre del Santo Sepolcro di Gerusalemme dal cardinale gran maestro Carlo Furno. Il 7 ottobre dello stesso anno fu investito delle insegne da Anton Schlembach, gran priore della luogotenenza tedesca. Dal 2005 al 2013 fu priore della provincia della Germania del Nord dell'Ordine. Gli succedette Dechant Bernhard Stecker.
Il 22 novembre 2002 lo stesso papa Giovanni Paolo II lo nominò arcivescovo metropolita di Amburgo. Prese possesso dell'arcidiocesi il 25 gennaio 2003. Lasciò così il capitolo della cattedrale e il clero della diocesi di Münster e il vescovo Reinhard Lettmann lo nominò quindi canonico onorario.
Nel novembre del 2006 compì la visita ad limina.
Il 21 marzo 2014 papa Francesco accettò la sua rinuncia al governo pastorale dell'arcidiocesi per raggiunti limiti di età. Prese residenza ad Amburgo, dove collaborò nella pastorale della parrocchia di San Giorgio.
In seno alla Conferenza episcopale tedesca fu membro della X commissione per la Chiesa mondiale e presidente della sottocommissione per le questioni relative agli aiuti allo sviluppo e in particolare era responsabile dell'Organizzazione per i soccorsi episcopali "Misereor".
Pubblicò vari libri di tipo spirituale e tenne regolari meditazioni alla radio.
In un'intervista del novembre del 2019 ammise gravi errori nel trattare i casi di abusi sessuali durante il suo operato nella diocesi di Münster.
Morì ad Amburgo il 15 aprile 2025 all'età di 86 anni. In seguito ai solenni funerali celebrati nove giorni dopo dall'arcivescovo Stefan Heße, venne sepolto nella cripta del duomo di Amburgo.

## Genealogia episcopale
La genealogia episcopale è:
- Cardinale Scipione Rebiba
- Cardinale Giulio Antonio Santori
- Cardinale Girolamo Bernerio, O.P.
- Arcivescovo Galeazzo Sanvitale
- Cardinale Ludovico Ludovisi
- Cardinale Luigi Caetani
- Cardinale Ulderico Carpegna
- Cardinale Paluzzo Paluzzi Altieri degli Albertoni
- Papa Benedetto XIII
- Papa Benedetto XIV
- Papa Clemente XIII
- Cardinale Marcantonio Colonna
- Cardinale Giacinto Sigismondo Gerdil, B.
- Cardinale Giulio Maria della Somaglia
- Cardinale Carlo Odescalchi, S.I.
- Vescovo Eugène de Mazenod, O.M.I.
- Cardinale Joseph Hippolyte Guibert, O.M.I.
- Cardinale François-Marie-Benjamin Richard de la Vergne
- Cardinale Pietro Gasparri
- Arcivescovo Cesare Orsenigo
- Cardinale Josef Frings
- Vescovo Michael Keller
- Vescovo Heinrich Tenhumberg
- Vescovo Reinhard Lettmann
- Arcivescovo Werner Thissen

## Araldica
| Stemma | Titolare                              | Descrizione |
|        | Werner Thissen Arcivescovo di Amburgo | Lo stemma è diviso in quattro. Il primo e il quarto settore contengono lo stemma dell'arcidiocesi di Amburgo, il secondo e il terzo quello personale dell'arcivescovo Werner Thissen. Sullo stemma dell'arcidiocesi sono presenti due chiavi incrociate in diagonale, una stella a sei punte in alto e un cuore d'argento da cui cresce una croce in basso. Tutte le figure sono di colore argento. Le due chiavi sono quelle di Pietro apostolo ed erano presenti anche nello stemma dell'antica arcidiocesi di Amburgo-Brema, che è stata soppressa dopo la Riforma protestante. La stella si riferisce a Maria, patrona della città di Amburgo e della chiesa cattedrale dell'arcidiocesi. Il cuore sotto la croce era presente nello stemma del vescovo Niccolò Stenone e rappresenta la parte del Meclemburgo dell'arcidiocesi. Sullo stemma personale di monsignor Thissen sono presenti su campo blu un'ascia d'argento con un manico d'oro, un cigno d'argento e una croce dorata circondata da tre sfere d'oro in alto, a sinistra e a destra. L'ascia è l'attributo dell'apostolo e martire Mattia apostolo, da cui deriva il cognome Thissen. Il cigno si riferisce alla leggenda e alla storia della città natale di Thissen, Kleve, e la croce con le tre sfere è presente nello stemma del Collegium Augustinianum Gaesdonck di Goch. Sotto lo scudo vi è il pallio bianco con quattro croci nere, insegna dei metropoliti. Dietro lo scudo vi è la croce processionale arcivescovile e sopra un galero verde con dieci nappe dello stesso colore su ogni lato. Come motto ha scelto l'espressione "In christo nova creatura" (In Cristo, è una nuova creatura) tratta da 2 Corinzi 5,17. |